# Prava policitemija
Prava policitemija je redka oblika hematološke, mieloproliferativne novotvorbe z nenormalno zvišano koncentracijo rdečih krvničk (eritrocitov) v krvi,  saj v kostnem mozgu nastaja preveč celic te vrste. Kaže se tudi z levkocitozo, trombocitozo in pogosto splenomegalijo. Lahko pride do trombotičnih zapletov, ki so tudi glavni razlog za višjo umrljivost bolnikov s pravo policitemijo; umrljivost bolnikov je približno dvakrat večja od splošne umrljivosti v populaciji iste starosti in spola. Pojavnost bolezni je v Evropi ocenjena na 0,8–1/100.000 primera na leto. Nekoliko je pogostejša pri moških. Povprečna starost ob diagnozi je 60 let, zelo redko pa se pojavi pred 20. letom starosti.

## Patogeneza
V patogenezi prave policitemije ima pomembno vlogo točkovna mutacija gena za Janusovo kinazo 2 (JAK2), JAK2-V617F, ki povzroči, da encim JAK2 pridobi temeljno aktivnost neodvisno od citokina, kar ima za posledico od citokinov neodvisno proliferacijo celic. Ta mutacija je prisotna pri 95 % bolnikov. V preostalih 5 % so prisotne druge vrste mutacij gena JAK2 na eksonu 12 s podobnim učinkom na encim kot mutacija V617F. JAK2 je tirozin kinaza, ki je vključena v signalne poti za proliferacijo hematopoetskih celic. Ta proces vodi do povečane tvorbe rdečih krvničk pa tudi krvnih ploščic, kar je povezano z večjo židkostjo krvi ter tveganjem za krvavitve in trombotične zaplete.

## Znaki in simptomi
Bolniki s pravo policitemijo so lahko brezsimptomni. Značilen simptom je srbež, ki se zlasti pojavi po izpostavljenosti topli vodi (na primer po kopanju), kar je lahko posledica motnje sproščanja histamina ali pa tvorbe prostaglandinov. Takšen srbež se pojavlja pri okoli 40 % bolnikov s pravo policitemijo. Protinski artritis se pojavlja pri do 20 % bolnikov. Pogoste pri bolnikih s pravo policitemijo so tudi peptične razjede, ki so verjetno posledica povečanega sproščanja histamina iz mastocitov ter povečane dovzetnosti za okužbo z bakterijo H. pylori, ki povzroča razjede v želodcu.
Klasični simptom prave policitemije in drugih proliferativnih boleznih, kot je tudi esencialna trombocitopenija, je eritromelalgija. Kaže se kot pekočina v dlaneh in stopalih, ki jo spremlja pordela ali modrikasta obarvanost kože. Eritromelalgijo povzroča bodisi povečano število krvnih ploščic v krvi bodisi povečana »lepljivost« krvnih ploščic oziroma njihova povečana agregacija, zaradi česar nastajajo drobni krvni strdki v žilah okončin. Eritromelalgija se hitro odzove na zdravljenje z aspirinom.
Možni zapleti so krvavitve in trombotični dogodki, ki pa se pri ustrezno nadzorovani bolezni pojavijo redko; pri okoli enem odstotku bolnikov pride do krvavitve in pri približno enakem deležu do trombotičnega zapleta. Krvavitve se lahko pojavijo na primer iz nosu, dlesni ali prebavil, med trombotične dogodke pa globoka venska tromboza, pljučna embolija, Budd-Chiarijev sindrom, splanhnična venska tromboza, možganska kap in arterijska teomboza.

## Diagnoza
Svetovna zdravstvena organizacija je leta 2016 objavila posodobljene smernice za diagnosticiranje prave policitemije. Merila za diagnozo zajemajo tri glavna merila in eno pomožno merilo. Diagnoza se potrdi, če so prisotna vsa tri glavna merila ali dve glavni merili in pomožno merilo, pri čemer je treba prej izločiti morebitne sekundarne vzroke za policitemijo:
- glavna merila:
  - povečane vrednosti hemoglobina (Hgb) oziroma hematokrita (Hkt): pri moških Hgb > 16,5 g/dL ali Hct > 49 %, pri ženskah Hgb > 16 g/dL ali Hct > 48 %; ali masa rdečih krvničk > 25% nad normalno vrednostjo;
  - pozitivna biopsija kostnega mozga;
  - mutacija v genu JAK2 (V617F ali mutacija v eksonu 12);
- pomožno merilo:
  - serumska raven eritropoetina pod referenčnim normalnim razponom.

## Zdravljenje
Nezdravljena prava policitemija je lahko smrtna bolezen. Pri nezdravljeni bolezni mediana preživetja znaša 1,5–3 leta. Podatki o pričakovanem preživetju pri ustrezno zdravljenih bolnikih so pomanjkljivi zaradi redkosti bolezni. Raziskave kažejo, da je mediano preživetje pri bolnikih z nadzorovano boleznijo 10 do 20 let, pri čemer gre za podatke zlasti pri bolnikih z diagnosticirano boleznijo v sedmem desetletju njihove starosti. Bolniki doživijo primerljivo starost kot posamezniki brez prave policitemije.
Zdravljenje je odvisno od stopnje tveganja za trombozo. Pri nizkem tveganju se uporablja zlasti redno puščanje krvi (flebotomija). Če ni kontraindikacij (predhodna krvavitev, nizka koncentracija krvnih ploščic), se za preprečevanje žilnih zapletov priporoča tudi acetilsalicilna kislina (aspirin).
Puščanje krvi povzroči pomanjkanje železa v krvi in s tem zmanjšano koncentracijo hemoglobina oziroma znižan hematokrit. S tem se zmanjša tveganje za nastanek krvnih strdkov. Puščanje krvi se izvaja načeloma do ciljnih vrednosti hematokrita 45 za moške ali 42 za ženske. Podatki kažejo, da puščanje krvi tudi zmanjšuje kognitivni upad.
Poleg puščanja krvi se za zniževanje števila rdečih krvničk uporabljajo tudi zdravila; uporaba le-teh se v kombinaciji s puščanjem krvi se priporoča pri bolnikih z visokim tveganjem za trombozo. Takšni zdravili sta na primer hidroksikarbamid in interferon. Hidroksikarbamid je alkilirajoči citostatik, ki zmanjša tveganje za trombotične zaplete v večji meri kot samo puščanje krvi, vendar je za nekatere alkilirajoče citostatike znano, da lahko povečajo pogostost akutnih levkemij. Zaradi tveganja za pojav akutne mieloične levkemije se nekateri zdravniki izogibajo zdravljenju s citostatiki zlasti pri mlajših bolnikih. Hidroksikarbamid sicer velja za varnejšo kemoterapijo glede tveganja za levkemijo (ni dokazov, da bi povzročal levkemije), vendar dolgoročna varnost ni povsem znana. Alternativa hidroksikarbamidu je zlasti za mlajše bolnike interferon alfa. Na razpolago je tudi pegilirana oblika interferona, ki je učinkovitejša in ima manj neželenih učinkov.
Podatki nakazujejo, da bi lahko bilo zdravilo erlotinib, ki se sicer uporablja za zdravljenje pljučnega raka, tudi uporabno kot dodatno zdravilo za zdravljenje prave policitemije pri bolnikih z določenimi genskimi označevalci.
Ruksolitinib, zaviralec Janusove kinaze 2, se prav tako uporablja v zdravljenju prave policitemije.
Ropeginterferon alfa-2b (Besremi) so za zdravljenje prave policitemije v Evropski uniji odobrili leta 2019, v ZDA pa leta 2021. Ropeginterferon alfa-2b se lahko uporablja ne glede na to, katera zdravila je za zdravljenje prave policitemije bolnik že prejemal v preteklosti, in gre za prvo interferonsko zdravilo z uradno odobreno indikacijo za zdravljenje prave policitemije. Uporablja se tudi interferon alfa-2b.
Pri bolnikih z izrazitim srbežem je lahko učinkovito zdravljenje z antihistaminiki. Če so ti neučinkoviti, pride v poštev zdravljenje z interferonom, paroksetinom ali fotokemoterapijo.

## Epidemiologija
Prava policitemija se lahko pojavi pri katerikoli starosti, vendar pojavnost narašča z leti. Ena od razidkav je pokazala, da je mediana starost ob diagnozi 60 let, medtem ko je raziskava Klinike Mayo med bolniki v okrožju Olmsted v Minnesoti poročala o najvišji pojavnosti v starostni skupini med 70 in 79 let. Zelo redko se pojavi pri osebah, mlajših od 20 let. Pojavnost bolezni je v Evropi ocenjena na 0,8–1/100.000 primera na leto. Nekoliko je pogostejša pri moških.